# Mad TV
Mad TV (zapis stylizowany MADtv) – amerykański telewizyjny program rozrywkowy emitowany przez stację Fox od 1995 do 2009 roku. Program składał się ze skeczów, w których brały udział wykreowane na jego potrzeby postacie (m.in. Ms. Swan, Lorraine Swanson czy Antonia Timmens), jak i parodie znanych osób (m.in. Britney Spears, Marthy Stewart, Pink, Madonny oraz Cher). Nakręcono 326 odcinków podzielonych na 14 sezonów. Program zdobył szereg nagród oraz nominacji.

## Wybrani bohaterowie
- Bunny Swan, znana jako Ms. Swan (ur. 25 listopada 1966) – pochodzi z fikcyjnego kraju Kouvaria, położonego na biegunie północnym. Na stałe mieszka w Los Angeles, jest manikiurzystką. Mówi biegle w języku węgierskim oraz angielskim z wyraźnym węgierskim akcentem. Ms. Swan często robi rzeczy, do których się nie przyznaje. Otoczenie ma problemy w nawiązaniu z nią kontaktu. Ma siostrę, Kitty. Rolę Bunny Swan odgrywa aktorka Alex Borstein, która zaznacza, że grana przez nią postać została zainspirowana jej węgierską babcią.
- Dot Goddard – niemądra, zwariowana fanka gumy do żucia o umyśle 7-letniej dziewczynki. Ma obsesję na punkcie za małych, kolorowych rękawiczek. Razem z Lorraine Swanson, Meliną Jacinto i Ms. Swan wystąpiła w parodii wideoklipu Lady Marmalade, w którym parodiowała piosenkarkę Pink. Wystąpiła w programie The Oprah Winfrey Show.
- Lorraine Swanson – kobieta w średnim wieku pochodząca z Minnesoty. Nosi długie, elastyczne jeansy i luźne koszule, które zawija pod spodnie. Posiada wiele psów oraz sporą rodzinę. Z mężem Carlem ma syna, Carla juniora. Mówi z silnym akcentem z Fargo. Jest bezpośrednia, często się śmieje. Razem z Dot Goddard, Meliną Jacinto i Ms. Swan wystąpiła w parodii wideoklipu Lady Marmalade, w którym parodiowała raperkę Lil’ Kim. W rolę Lorraine Swanson wciela się Mo Collins.
- Melina Jacinto i Lida Rosario – ciemnoskóre mieszkanki Los Angeles, pochodzące prawdopodobnie z Meksyku, Dominikany lub Portoryko. Są głośne, wybuchowe i sarkastyczne. Ich idolką jest Selena Perez. Lida nazywa często Melinę lesbiana, mimo iż żadna z nich nie jest lesbijką. Założyły własny salon piękności. W rolę Meliny wciela się Debra Wilson, natomiast Lidę gra Nicole Sullivan.